# Acutella
Acutella es un género de foraminífero bentónico también considerado un subgénero de Eostaffella, es decir, Eostaffella (Acutella), pero finalmente considerado como nomen nudum. Se incluía en la subfamilia Pseudostaffellinae, de la familia Ozawainellidae, de la superfamilia Fusulinoidea, del suborden Fusulinina y del orden Fusulinida. Su rango cronoestratigráfico abarcaba el Pennsylvaniense (Carbonífero superior).

## Discusión
Clasificaciones más recientes hubiesen incluido Acutella en superfamilia Ozawainelloidea, y en la subclase Fusulinana de la clase Fusulinata. Clasificaciones más recientes incluyen Acutella en la familia Pseudostaffellidae.
Acutella fue considerado nomen nudum por no haber sido definido su especie-tipo, y además tener el mismo nombre que el braquiópodo Acutella Lyashenko, 1973, convirtiéndose en un homónimo posterior.

## Clasificación
Acutella incluía a la siguiente especie:
- Acutella acuta †, también considerado como Eostaffella (Acutella) acuta †